# خرگوش جهنده جنوب آفریقا
خرگوش جهنده جنوب آفریقا (نام علمی: Pedetes capensis) نام یک گونه از سرده خرگوش‌های جهنده از راسته جوندگان است.